# Đài thiên văn Paris

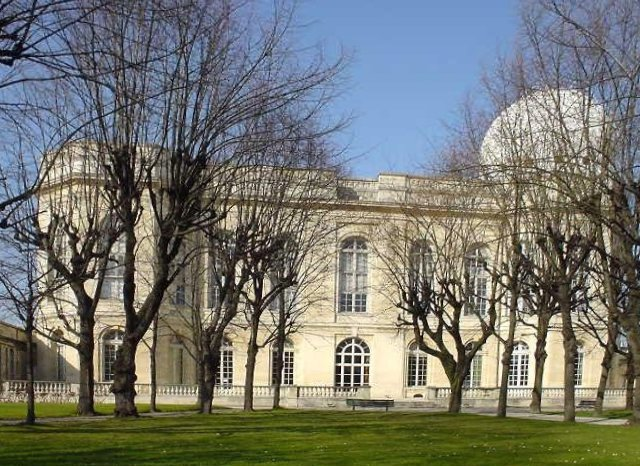
Thêm phía nam

Đài thiên văn Paris (tiếng Pháp: Observatoire de Paris hay tên mới hơn Observatoire de Paris-Meudon) là một đài thiên văn của Pháp nằm ở quận 14 thành phố Paris. Đây là một trong số các trung tâm nghiên cứu thiên văn lớn của thế giới.
Về mặt hành chính, nó được xếp vào "grand établissement" (cơ quan lớn) trực thuộc Bộ giáo dục của Pháp, với chức năng giống một trường đại học, bao gồm:
- Nghiên cứu thiên văn học và vật lý thiên văn
- Đào tạo các bậc sau đại học (gồm tiến sĩ) về ngành này
- Phổ biến kiến thức cho cộng đồng

Đây là nơi đặt trụ sở của Phòng Thời gian Quốc tế. Đài thiên văn này còn duy trì một trạm quan sát Mặt Trời ở Meudon và một trạm quan sát radio ở Nançay.

## Lịch sử
Việc hình thành đài thiên văn này xuất phát từ tham vọng của Jean-Baptiste Colbert để mở rộng quyền lực trên biển và trong thương mại quốc tế của Pháp trong thế kỷ 17. Louis XIV khởi động việc xây dựng từ năm 1667, và công trình hoàn thành năm 1671. Kiến trúc sư thiết kế có thể là Claude Perrault người anh em của một thư ký cho Colbert. Các thiết bị quang học đã được cung cấp bởi Giuseppe Campani. Đài thiên văn này được mở rộng nhiều lần trong lịch sử vào các năm 1730, 1810, 1834, 1850 và 1951. Lần mở rộng cuối cùng là xây thêm phòng kinh tuyến thiết kế bởi Jean Prouvé.
Niên lịch đầu tiên của thế giới được xuất bản tại đây, dưới tiêu đề Connaissance des temps (Kiến thức về thời gian), năm 1679, sử dụng hiện tượng các vệ tinh của Sao Mộc bị khuất bóng sau hành tinh này để hỗ trợ hoa tiêu hàng hải và hình thành kinh tuyến. Năm 1863, xuất bản bản đồ thời tiết hiện đại đầu tiên. Năm 1882, một máy thiên họa dùng thấu kính đường kính 33 cm được lắp đặt, phục vụ cho dự án quốc tế Carte du Ciel (Bản đồ bầu trời).

### Các giám đốc
- Giovanni Cassini: 1671-1712
- Jacques Cassini: 1712-1756

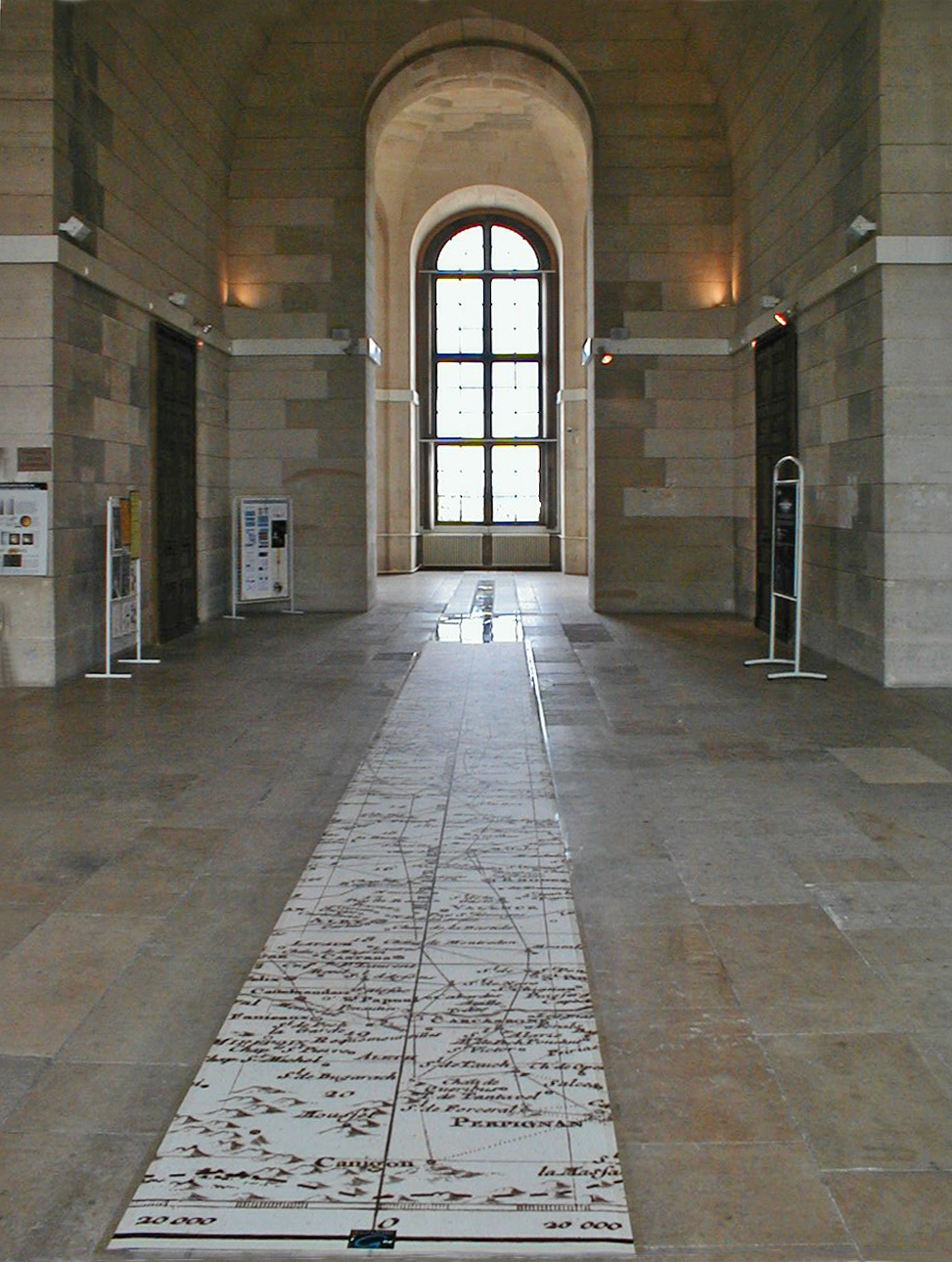
Phòng Cassini

- César-François Cassini de Thury: 1756-1784
- Dominique, comte de Cassini: 1784-1793
- Joseph Jérôme Lefrançais de Lalande: 1795-1800
- Pierre Méchain: 1800-1804
- Jean Baptiste Joseph Delambre: 1804-1822
- Alexis Bouvard: 1822-1843
- François Arago: 1843-1853
- Urbain Le Verrier: 1854-1870
- Charles-Eugène Delaunay: 1870-1873
- Urbain Le Verrier: 1873-1877
- Amédée Mouchez: 1878-1892
- Félix Tisserand: 1892-1896
- Maurice Loewy: 1896-1907
- Benjamin Baillaud: 1908-1926
- Henri-Alexandre Deslandres: 1926-1929
- Ernest Esclangon: 1929-1944
- André Danjon: 1945-1963
- Jean-François Denisse 1963–1967
- Jean Delhaye 1967–1971
- Raymond Michard 1971–1976
- Jacques Boulon 1976–1981
- Pierre Charvin 1981–1991
- Michel Combes 1991–1999
- Pierre Couturier 1999–2003
- Daniel Egret 2003-2011
- Claude Catala 2011-nay